# Cuaespinós olivaci
El cuaespinós olivaci (Cranioleuca obsoleta) és una espècie d'ocell de la família dels furnàrids (Furnariidae).

## Hàbitat i distribució
Habita els boscos de les terres baixes al sud-est del Brasil, est del Paraguai i nord-est de l'Argentina.